# 1437년

## 연호
- 명(明) 정통(正統) 2년
- 일본(日本) 에이쿄(永享) 9년
- 후 레 왕조(後黎朝) 티에우빈(紹平) 4년

## 기년
- 명(明) 영종 정통제(英宗 正統帝) 2년
- 조선(朝鮮) 세종(世宗) 19년
- 후 레 왕조(後黎朝) 태종(太宗) 4년

## 사건
- 5월 19일 - 장영실이 일성정시의를 만들었다.

## 탄생
- 10월 7일 - 조선 덕종의 세자빈 소혜왕후 한씨